# NGC 154
NGC 154 es una galaxia localizada en la constelación de Cetus. Fue descubierta por Frederick William Herschel el 27 de noviembre de 1785.